# Effectif des équipes au Championnat d'Europe de football 1992
Cette page contient la liste de toutes les équipes et de leurs joueurs ayant participé au championnat d'Europe de football 1992. Les âges et le nombre de sélections des footballeurs sont ceux au début de la compétition.

## Effectifs des participants

### Allemagne
Sélectionneur : Berti Vogts
| No. | Pos.      | Joueur            | Date de naissance et âge | Sélec. | Club                |
| --- | --------- | ----------------- | ------------------------ | ------ | ------------------- |
| 1   | Gardien   | Bodo Illgner      | 7 avril 1967             | 34     | 1. FC Cologne       |
| 2   | Défenseur | Stefan Reuter     | 16 octobre 1966          | 32     | Juventus            |
| 3   | Défenseur | Andreas Brehme    | 9 novembre 1960          | 69     | Inter de Milan      |
| 4   | Défenseur | Jürgen Kohler     | 6 octobre 1965           | 42     | Juventus            |
| 5   | Défenseur | Manfred Binz      | 22 septembre 1965        | 11     | Eintracht Francfort |
| 6   | Défenseur | Guido Buchwald    | 24 janvier 1961          | 51     | VfB Stuttgart       |
| 7   | Milieu    | Andreas Möller    | 2 septembre 1967         | 21     | Eintracht Francfort |
| 8   | Milieu    | Thomas Häßler     | 30 mai 1966              | 29     | AS Rome             |
| 9   | Attaquant | Rudi Völler       | 13 avril 1960            | 83     | AS Rome             |
| 10  | Milieu    | Thomas Doll       | 9 avril 1966             | 9      | Lazio de Rome       |
| 11  | Attaquant | Karl-Heinz Riedle | 16 septembre 1965        | 20     | Lazio de Rome       |
| 12  | Gardien   | Andreas Köpke     | 12 mars 1962             | 3      | 1. FC Nuremberg     |
| 13  | Attaquant | Andreas Thom      | 7 septembre 1965         | 4      | Bayer Leverkusen    |
| 14  | Défenseur | Thomas Helmer     | 21 avril 1965            | 7      | Borussia Dortmund   |
| 15  | Défenseur | Michael Frontzeck | 26 mars 1964             | 17     | VfB Stuttgart       |
| 16  | Milieu    | Matthias Sammer   | 5 septembre 1967         | 7      | VfB Stuttgart       |
| 17  | Milieu    | Stefan Effenberg  | 2 août 1968              | 7      | Bayern de Munich    |
| 18  | Attaquant | Jürgen Klinsmann  | 30 juillet 1964          | 36     | Inter de Milan      |
| 19  | Défenseur | Michael Schulz    | 3 septembre 1961         | 1      | Borussia Dortmund   |
| 20  | Défenseur | Christian Wörns   | 10 mai 1972              | 2      | Bayer Leverkusen    |

- Seules sont décomptées les sélections avec l'Allemagne réunifiée et/ou la RFA. Les sélections en RDA de Thomas Doll (29), Matthias Sammer (23) et Andreas Thom (51) ne sont pas prises en compte.

### Angleterre
Sélectionneur : Graham Taylor
| No. | Pos.      | Joueur         | Date de naissance et âge | Sélec. | Club                   |
| --- | --------- | -------------- | ------------------------ | ------ | ---------------------- |
| 1   | Gardien   | Chris Woods    | 14 novembre 1959         | 31     | Sheffield Wednesday    |
| 2   | Défenseur | Keith Curle    | 14 novembre 1963         | 2      | Manchester City        |
| 3   | Défenseur | Stuart Pearce  | 24 avril 1962            | 47     | Nottingham Forest      |
| 4   | Défenseur | Martin Keown   | 24 juillet 1966          | 6      | Everton                |
| 5   | Défenseur | Des Walker     | 26 novembre 1965         | 44     | Nottingham Forest      |
| 6   | Défenseur | Mark Wright    | 1er août 1963            | 42     | Liverpool              |
| 7   | Milieu    | David Platt    | 10 juin 1966             | 29     | AS Bari                |
| 8   | Milieu    | Trevor Steven  | 21 septembre 1963        | 34     | Olympique de Marseille |
| 9   | Attaquant | Nigel Clough   | 19 mars 1966             | 7      | Nottingham Forest      |
| 10  | Attaquant | Gary Lineker   | 30 novembre 1960         | 77     | Tottenham              |
| 11  | Milieu    | Andy Sinton    | 19 mars 1966             | 4      | Queens Park Rangers    |
| 12  | Milieu    | Carlton Palmer | 5 décembre 1965          | 4      | Sheffield Wednesday    |
| 13  | Gardien   | Nigel Martyn   | 11 août 1966             | 2      | Crystal Palace         |
| 14  | Défenseur | Tony Dorigo    | 31 décembre 1965         | 10     | Leeds United           |
| 15  | Milieu    | Neil Webb      | 30 juillet 1963          | 24     | Manchester United      |
| 16  | Milieu    | Paul Merson    | 20 mars 1968             | 5      | Arsenal                |
| 17  | Attaquant | Alan Smith     | 21 novembre 1962         | 11     | Arsenal                |
| 18  | Milieu    | Tony Daley     | 18 octobre 1967          | 5      | Aston Villa            |
| 19  | Milieu    | David Batty    | 2 décembre 1968          | 8      | Leeds United           |
| 20  | Attaquant | Alan Shearer   | 13 août 1970             | 2      | Southampton            |

### CEI
Sélectionneur : Anatoli Bychovets
| No. | Pos.      | Joueur                  | Date de naissance et âge | Sélec. | Club               |
| --- | --------- | ----------------------- | ------------------------ | ------ | ------------------ |
| 1   | Gardien   | Dmitri Kharine          | 16 août 1968             | 12     | CSKA Moscou        |
| 2   | Défenseur | Andreï Tchernychov      | 7 janvier 1968           | 23     | Spartak Moscou     |
| 3   | Défenseur | Kakhaber Tskhadadze     | 7 septembre 1968         | 5      | Spartak Moscou     |
| 4   | Défenseur | Akhrik Tsveiba          | 10 septembre 1966        | 22     | Dynamo Kiev        |
| 5   | Défenseur | Oleg Kuznetsov          | 22 mars 1963             | 60     | Glasgow Rangers    |
| 6   | Milieu    | Igor Chalimov           | 2 février 1969           | 23     | US Foggia          |
| 7   | Milieu    | Alexeï Mikhaïlitchenko  | 30 mars 1963             | 38     | Glasgow Rangers    |
| 8   | Attaquant | Andrei Kanchelskis      | 23 janvier 1969          | 20     | Manchester United  |
| 9   | Milieu    | Sergueï Aleinikov       | 7 novembre 1961          | 75     | US Lecce           |
| 10  | Milieu    | Igor Dobrovolski        | 27 août 1967             | 26     | Servette de Genève |
| 11  | Attaquant | Sergei Yuran            | 11 juin 1969             | 13     | Benfica Lisbonne   |
| 12  | Gardien   | Stanislav Tchertchessov | 2 septembre 1963         | 10     | Spartak Moscou     |
| 13  | Attaquant | Sergueï Kiriakov        | 1er janvier 1970         | 8      | Dynamo Moscou      |
| 14  | Attaquant | Vladimir Liuty          | 20 avril 1962            | 5      | MSV Duisbourg      |
| 15  | Attaquant | Igor Kolyvanov          | 6 mars 1968              | 22     | US Foggia          |
| 16  | Milieu    | Dmitri Kuznetsov        | 28 août 1965             | 17     | Espanyol Barcelone |
| 17  | Milieu    | Igor Korneev            | 4 septembre 1967         | 5      | Espanyol Barcelone |
| 18  | Défenseur | Viktor Onopko           | 14 octobre 1969          | 1      | Spartak Moscou     |
| 19  | Milieu    | Igor Lediakhov          | 22 mai 1968              | 7      | Spartak Moscou     |
| 20  | Défenseur | Andreï Ivanov           | 6 avril 1967             | 3      | Spartak Moscou     |

- Seules sont décomptées les sélections avec l'URSS et/ou la CEI.

### Danemark
Sélectionneur : Richard Møller Nielsen
| No. | Pos.      | Joueur             | Date de naissance et âge | Sélec. | Club              |
| --- | --------- | ------------------ | ------------------------ | ------ | ----------------- |
| 1   | Gardien   | Peter Schmeichel   | 18 novembre 1963         | 47     | Manchester United |
| 2   | Défenseur | John Sivebæk       | 25 octobre 1961          | 77     | AS Monaco         |
| 3   | Défenseur | Kent Nielsen       | 28 décembre 1961         | 50     | AGF Århus         |
| 4   | Défenseur | Lars Olsen         | 2 février 1961           | 57     | Trabzonspor       |
| 5   | Milieu    | Henrik Andersen    | 7 mai 1965               | 25     | 1. FC Cologne     |
| 6   | Défenseur | Kim Christofte     | 24 août 1960             | 11     | Brøndby IF        |
| 7   | Milieu    | John Jensen        | 3 mai 1965               | 43     | Brøndby IF        |
| 8   | Milieu    | Johnny Mølby       | 4 février 1969           | 14     | Vejle BK          |
| 9   | Attaquant | Flemming Povlsen   | 3 décembre 1966          | 45     | Borussia Dortmund |
| 10  | Attaquant | Lars Elstrup       | 24 mars 1963             | 23     | Odense Boldklub   |
| 11  | Attaquant | Brian Laudrup      | 22 février 1969          | 25     | Bayern de Munich  |
| 12  | Défenseur | Torben Piechnik    | 21 mai 1963              | 4      | B 1903            |
| 13  | Milieu    | Henrik Larsen      | 17 mai 1966              | 18     | Lyngby BK         |
| 14  | Attaquant | Torben Frank       | 16 juin 1968             | 3      | Lyngby BK         |
| 15  | Attaquant | Bent Christensen   | 4 janvier 1967           | 16     | Schalke 04        |
| 16  | Gardien   | Mogens Krogh       | 31 octobre 1963          | 1      | Brøndby IF        |
| 17  | Défenseur | Claus Christiansen | 19 octobre 1967          | 2      | Lyngby BK         |
| 18  | Milieu    | Kim Vilfort        | 15 novembre 1962         | 42     | Brøndby IF        |
| 19  | Milieu    | Peter Nielsen      | 3 mars 1968              | 2      | Lyngby BK         |
| 20  | Milieu    | Morten Bruun       | 28 juin 1965             | 11     | Silkeborg IF      |

### Écosse
Sélectionneur : Andy Roxburgh
| No. | Pos.      | Joueur           | Date de naissance et âge | Sélec. | Club              |
| --- | --------- | ---------------- | ------------------------ | ------ | ----------------- |
| 1   | Gardien   | Andy Goram       | 13 avril 1964            | 20     | Glasgow Rangers   |
| 2   | Défenseur | Richard Gough    | 5 avril 1962             | 56     | Glasgow Rangers   |
| 3   | Milieu    | Paul McStay      | 22 octobre 1964          | 57     | Celtic Glasgow    |
| 4   | Défenseur | Maurice Malpas   | 3 août 1962              | 50     | Dundee United     |
| 5   | Attaquant | Ally McCoist     | 24 septembre 1962        | 38     | Glasgow Rangers   |
| 6   | Milieu    | Brian McClair    | 8 décembre 1963          | 23     | Manchester United |
| 7   | Attaquant | Gordon Durie     | 6 décembre 1965          | 19     | Tottenham         |
| 8   | Défenseur | Dave McPherson   | 28 janvier 1964          | 20     | Hearts            |
| 9   | Défenseur | Stewart McKimmie | 27 octobre 1962          | 17     | Aberdeen          |
| 10  | Milieu    | Stuart McCall    | 10 juin 1964             | 17     | Glasgow Rangers   |
| 11  | Milieu    | Gary McAllister  | 25 décembre 1964         | 15     | Leeds United      |
| 12  | Gardien   | Henry Smith      | 10 mars 1956             | 3      | Hearts            |
| 13  | Milieu    | Pat Nevin        | 6 septembre 1963         | 12     | Everton           |
| 14  | Attaquant | Kevin Gallacher  | 23 novembre 1966         | 9      | Coventry City     |
| 15  | Défenseur | Tom Boyd         | 24 novembre 1965         | 9      | Celtic Glasgow    |
| 16  | Milieu    | Jim McInally     | 19 février 1964          | 7      | Dundee United     |
| 17  | Défenseur | Derek Whyte      | 31 août 1968             | 4      | Celtic Glasgow    |
| 18  | Milieu    | David Bowman     | 10 mars 1964             | 2      | Dundee United     |
| 19  | Défenseur | Alan McLaren     | 4 janvier 1971           | 3      | Hearts            |
| 20  | Attaquant | Duncan Ferguson  | 27 décembre 1971         | 2      | Dundee United     |

### France
Sélectionneur : Michel Platini
| No. | Pos.      | Joueur               | Date de naissance et âge | Sélec. | Club                   |
| --- | --------- | -------------------- | ------------------------ | ------ | ---------------------- |
| 1   | Gardien   | Bruno Martini        | 25 janvier 1962          | 22     | AJ Auxerre             |
| 2   | Défenseur | Manuel Amoros        | 1er février 1962         | 79     | Olympique de Marseille |
| 3   | Défenseur | Franck Silvestre     | 5 avril 1967             | 11     | FC Sochaux             |
| 4   | Milieu    | Emmanuel Petit       | 22 septembre 1970        | 4      | AS Monaco              |
| 5   | Défenseur | Laurent Blanc        | 19 novembre 1965         | 22     | SSC Naples             |
| 6   | Milieu    | Bernard Casoni       | 4 septembre 1961         | 24     | Olympique de Marseille |
| 7   | Milieu    | Didier Deschamps     | 15 octobre 1968          | 21     | Olympique de Marseille |
| 8   | Défenseur | Franck Sauzée        | 28 octobre 1965          | 25     | Olympique de Marseille |
| 9   | Attaquant | Jean-Pierre Papin    | 5 novembre 1963          | 35     | Olympique de Marseille |
| 10  | Milieu    | Luis Fernández       | 2 octobre 1959           | 57     | AS Cannes              |
| 11  | Attaquant | Christian Perez      | 13 mai 1963              | 19     | Paris SG               |
| 12  | Attaquant | Christophe Cocard    | 23 novembre 1967         | 4      | AJ Auxerre             |
| 13  | Défenseur | Basile Boli          | 2 janvier 1967           | 35     | Olympique de Marseille |
| 14  | Milieu    | Jean-Philippe Durand | 11 novembre 1960         | 20     | Olympique de Marseille |
| 15  | Attaquant | Fabrice Divert       | 2 septembre 1967         | 3      | Montpellier HSC        |
| 16  | Milieu    | Pascal Vahirua       | 9 mars 1966              | 13     | AJ Auxerre             |
| 17  | Défenseur | Rémi Garde           | 3 avril 1966             | 6      | Olympique lyonnais     |
| 18  | Gardien   | Gilles Rousset       | 22 août 1963             | 2      | Olympique lyonnais     |
| 19  | Attaquant | Éric Cantona         | 24 mai 1966              | 24     | Leeds United           |
| 20  | Défenseur | Jocelyn Angloma      | 7 août 1965              | 10     | Olympique de Marseille |

### Pays-Bas
Sélectionneur : Rinus Michels
| No. | Pos.      | Joueur             | Date de naissance et âge | Sélec. | Club                |
| --- | --------- | ------------------ | ------------------------ | ------ | ------------------- |
| 1   | Gardien   | Hans van Breukelen | 4 octobre 1956           | 69     | PSV Eindhoven       |
| 2   | Défenseur | Berry van Aerle    | 8 décembre 1962          | 31     | PSV Eindhoven       |
| 3   | Défenseur | Adrie van Tiggelen | 16 juin 1957             | 52     | PSV Eindhoven       |
| 4   | Défenseur | Ronald Koeman      | 21 mars 1963             | 56     | FC Barcelone        |
| 5   | Défenseur | Danny Blind        | 1er août 1961            | 20     | Ajax Amsterdam      |
| 6   | Milieu    | Jan Wouters        | 17 juillet 1960          | 48     | Bayern de Munich    |
| 7   | Attaquant | Dennis Bergkamp    | 10 mai 1969              | 13     | Ajax Amsterdam      |
| 8   | Milieu    | Frank Rijkaard     | 30 septembre 1962        | 52     | AC Milan            |
| 9   | Attaquant | Marco van Basten   | 31 octobre 1964          | 51     | AC Milan            |
| 10  | Milieu    | Ruud Gullit        | 1er septembre 1962       | 57     | AC Milan            |
| 11  | Milieu    | John van 't Schip  | 30 décembre 1963         | 36     | Ajax Amsterdam      |
| 12  | Attaquant | Wim Kieft          | 12 novembre 1962         | 40     | PSV Eindhoven       |
| 13  | Gardien   | Stanley Menzo      | 15 octobre 1963          | 3      | Ajax Amsterdam      |
| 14  | Milieu    | Rob Witschge       | 22 août 1966             | 7      | Feyenoord Rotterdam |
| 15  | Milieu    | Aron Winter        | 1er mars 1967            | 23     | Ajax Amsterdam      |
| 16  | Milieu    | Peter Bosz         | 21 novembre 1963         | 5      | Feyenoord Rotterdam |
| 17  | Défenseur | Frank de Boer      | 15 mai 1970              | 7      | Ajax Amsterdam      |
| 18  | Milieu    | Wim Jonk           | 12 octobre 1966          | 3      | Ajax Amsterdam      |
| 19  | Attaquant | Eric Viscaal       | 20 mars 1968             | 2      | KAA La Gantoise     |
| 20  | Attaquant | Bryan Roy          | 12 février 1970          | 8      | Ajax Amsterdam      |

### Suède
Sélectionneur : Tommy Svensson
| No. | Pos.      | Joueur            | Date de naissance et âge | Sélec. | Club                     |
| --- | --------- | ----------------- | ------------------------ | ------ | ------------------------ |
| 1   | Gardien   | Thomas Ravelli    | 13 août 1959             |        | IFK Göteborg             |
| 2   | Défenseur | Roland Nilsson    | 27 novembre 1963         |        | Sheffield Wednesday      |
| 3   | Défenseur | Jan Eriksson      | 24 août 1967             |        | IFK Norrköping           |
| 4   | Défenseur | Patrik Andersson  | 18 août 1971             |        | Malmö                    |
| 5   | Défenseur | Joachim Björklund | 15 mars 1971             |        | Brann Bergen             |
| 6   | Milieu    | Stefan Schwarz    | 18 avril 1969            |        | Benfica Lisbonne         |
| 7   | Milieu    | Klas Ingesson     | 20 août 1968             |        | FC Malines               |
| 8   | Milieu    | Stefan Rehn       | 22 septembre 1966        |        | IFK Göteborg             |
| 9   | Milieu    | Jonas Thern       | 20 mars 1967             |        | Benfica Lisbonne         |
| 10  | Milieu    | Anders Limpar     | 24 septembre 1965        |        | Arsenal                  |
| 11  | Attaquant | Tomas Brolin      | 29 novembre 1969         |        | AC Parme                 |
| 12  | Gardien   | Lars Eriksson     | 21 septembre 1965        |        | IFK Norrköping           |
| 13  | Défenseur | Mikael Nilsson    | 28 septembre 1968        |        | IFK Göteborg             |
| 14  | Défenseur | Magnus Erlingmark | 8 juillet 1967           |        | Örebro SK                |
| 15  | Milieu    | Jan Jansson       | 26 janvier 1968          |        | Östers IF                |
| 16  | Attaquant | Kennet Andersson  | 6 octobre 1967           |        | FC Malines               |
| 17  | Attaquant | Martin Dahlin     | 16 avril 1968            |        | Borussia Mönchengladbach |
| 18  | Défenseur | Roger Ljung       | 8 janvier 1966           |        | Admira Wacker Vienne     |
| 19  | Milieu    | Joakim Nilsson    | 31 mars 1966             |        | Sporting Gijón           |
| 20  | Attaquant | Johnny Ekström    | 5 mars 1965              |        | IFK Göteborg             |